# Wiatrak holenderski w Pszczółkach
Wiatrak w Pszczółkach – zabytkowy wiatrak holenderski położony w Pszczółkach, w województwie pomorskim, w powiecie gdańskim, w gminie Pszczółki. 

## Opis obiektu
Dokładna data powstania wiatraka nie jest znana, został zbudowany po 1869 roku. Wiatrak przemiałowy typu holenderskiego, należący do grupy żuławskiej. Drewniany, konstrukcji słupowo-ramowej, wzniesiony na murowanym cokole o kształcie ośmioboku, w którym znajduje się podpiwniczenie. Trzykondygnacyjna wieża zwęża się ku górze i zakończona jest obrotową czapą pokrytą gontem. Posiada cztery skrzydła, połączone z poziomym wałem głównym, który przenosi energię na wał pionowy, przechodzący przez wszystkie kondygnacje, na każdej z nich była możliwość mielenia. W 1970 roku przeszedł generalny remont, obecnie stanowi własność prywatną. Wpisany do rejestru zabytków w 1971 roku.